# ال‌تی‌وی ال۴۵۰اف
ال‌تی‌وی ال۴۵۰اف (به انگلیسی: LTV L450F) یک هواگرد ساختِ کارخانهٔ لینگ-تمکو-ووت در کشور ایالات متحده آمریکا است. نخستین استفاده‌کنندهٔ این هواگرد نیروی هوایی ایالات متحده آمریکا بوده‌است. این هواگرد برای نخستین بار در ۱ فوریه ۱۹۷۰ میلادی مورد استفاده قرار گرفت.